# حمام میرزا مهدی
یکی از حمام‌های تاریخی و لوکس تبریز بود.

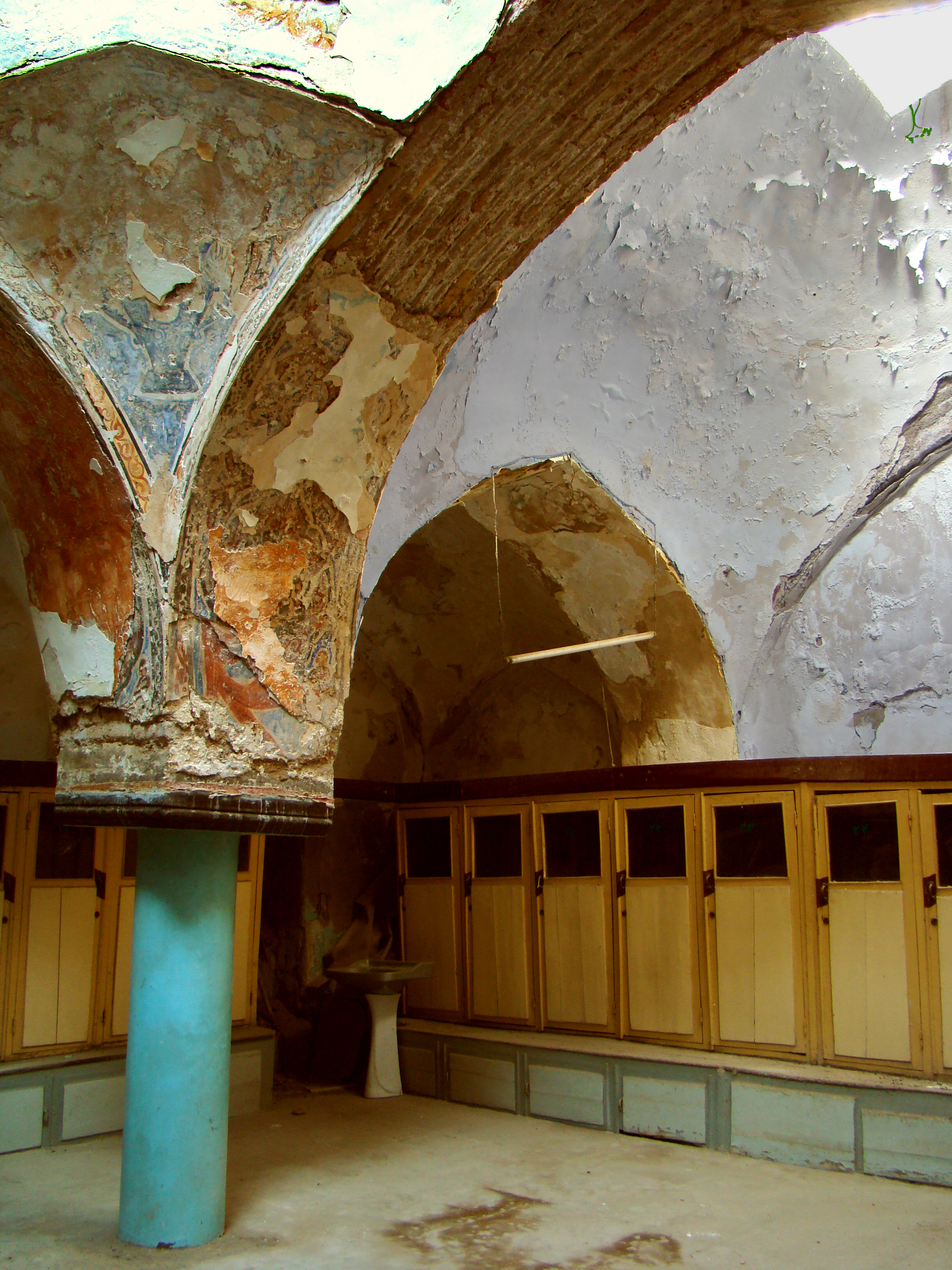
رختکن حمام میرزا مهدی در تبریز.

## ویژگی‌ها
نقاشی‌های زیبایی روی دیوارهای رختکن وجود دارد که بارها در طول زمان تجدید شده است.

## موقعیت
موقعیت آن درست روبروی درب مسجد جامع از طرف بازار قرار دارد.

## مالکیت
مالکیت آن خصوصی و متعلق به خانواده بادامچی‌زاده می باشد.